# Glenn Fleshler
Glenn Fleshler (sinh ngày 5/9/1968) là nam diễn viên người Mỹ. Ông hoạt động trong cả ngành điện ảnh, truyền hình và sân khấu.

## Thời thơ ấu
Fleshler sinh ra trong một gia đình người Mỹ gốc Do Thái. Ông theo học khoa diễn viên ở Trường Diễn xuất Tisch - Đại học New York.

## Sự nghiệp

### Điện ảnh
Vai diễn nổi bật đầu tiên của Fleshler là trong phim điện ảnh A Price Above Rubies (1998). Ông cũng từng tham gia trong các phim như Blue Jasmine, A Most Violent Year, God's Pocket và The Rendezvous.

## Danh sách phim

### Điện ảnh
| Năm  | Tên                  | Vai                  | Ghi chú             |
| ---- | -------------------- | -------------------- | ------------------- |
| 1998 | A Price Above Rubies | Sếp Gabbai           |                     |
| 2000 | Astronomy of Errors  | Ernie Gishi          |                     |
| 2002 | Garmento             | Tony                 |                     |
| 2006 | The Shovel           |                      | Phim ngắn           |
| 2010 | Henry's Crime        |                      | Không được ghi danh |
| 2010 | All Good Things      | Sidney Greenhaus     |                     |
| 2011 | Margaret             |                      |                     |
| 2013 | The Immigrant        |                      |                     |
| 2013 | Blue Jasmine         |                      |                     |
| 2013 | Gods Behaving Badly  |                      |                     |
| 2013 | Delivery Man         | Chủ quán cà phê      |                     |
| 2013 | God's Pocket         | Coleman Peets        |                     |
| 2014 | The Cobbler          | Jeffrey              |                     |
| 2014 | A Most Violent Year  | Arnold Kline         |                     |
| 2015 | Rock the Kasbah      | Army Warrant Officer |                     |
| 2016 | The Rendezvous       | Conrad Hanley        |                     |
| 2017 | Suburbicon           | Ira Sloan            |                     |
| 2018 | Irreplaceable You    | Mean Phil            |                     |
| 2018 | The Seagull          | Shamrayev            |                     |
| 2019 | High Flying Bird     |                      |                     |
| 2019 | Joker                | Randall              |                     |